# Figulus detzneri
Figulus detzneri es una especie de coleóptero de la familia Lucanidae.

## Distribución geográfica
Habita en Nueva guinea.